# Paepalanthus acutipilus
Paepalanthus acutipilus är en gräsväxtart som beskrevs av Silveira. Paepalanthus acutipilus ingår i släktet Paepalanthus och familjen Eriocaulaceae. Inga underarter finns listade i Catalogue of Life.